# صلاح الدين بلعيد
صلاح الدين بلعيد، ولد في 13 نوفمبر 1939 في جمال، هو مهندس وسياسي تونسي.

## السيرة الذاتية

### مهندس
تحصل صلاح الدين بلعيد على شهادته من المدرسة الوطنية للجسور والطرق في باريس، وأصبح مهندس في 1962 وعمل في مجال الموانئ. في 1974، أصبح رئيس مدير عام الشركة العامة للمقاولات والمعدات والأشغال.

### وزير
عين في 9 أكتوبر 1997 في منصب وزير التجهيز في حكومة حامد القروي. واصل منصبه هذا في حكومة محمد الغنوشي الأولى مضيفا له حقيبتي الإسكان والتهيئة الترابية. بقي على رأس الوزارة حتى 10 نوفمبر 2004.

## التتبعات القضائية
بعد الثورة التونسية في 2011، رفعت عدة قضايا في حق صلاح الدين بلعيد متعلقة باستغلال الصفة ومخالفة التراتيب والإضرار بالإدارة، وحكم عليه أوليا بتحجيز السفر كإجراء احترازي، الأمر الذي رفع عنه في 2015.

## الحياة الخاصة
صلاح الدين بلعيد متزوج وأب لطفل.